# Upeshka De Silva
Upeshka De Silva (* 1987 oder 1988 in Colombo, Sri Lanka) ist ein professioneller US-amerikanischer Pokerspieler ceylonesischer Herkunft. Er ist dreifacher Braceletgewinner der World Series of Poker.

## Persönliches
De Silva wurde in Sri Lanka geboren und kam im Alter von zwei Jahren mit seinen Eltern in die Vereinigten Staaten. Er machte an der University of Houston Abschlüsse in Politikwissenschaften und Geschichte. De Silva lebt in Katy im US-Bundesstaat Texas.

## Pokerkarriere

### Werdegang
Seine erste Geldplatzierung bei einem Live-Turnier erzielte De Silva im Januar 2011 in Durant im US-Bundesstaat Oklahoma. Im Juni 2013 war er erstmals bei der World Series of Poker (WSOP) im Rio All-Suite Hotel and Casino am Las Vegas Strip erfolgreich und kam bei zwei Turnieren der Variante No Limit Hold’em in die Geldränge. Dabei erreichte er beim Millionaire Maker den Finaltisch und belegte den siebten Platz, der mit rund 175.000 US-Dollar bezahlt wurde. Bei der WSOP 2015 gewann De Silva das 45. Event auf dem Turnierplan und sicherte sich ein Bracelet sowie eine Siegprämie von knapp 425.000 US-Dollar. Rund drei Wochen später erreichte er im Main Event der Serie den sechsten Turniertag und schied dort auf dem mit über 210.000 US-Dollar dotierten 36. Rang aus. Anfang September 2016 saß De Silva am Finaltisch des Main Events der World Poker Tour (WPT) in Los Angeles und wurde Dritter für knapp 200.000 US-Dollar. Ende November 2016 belegte er bei der Rock N Roll Poker Open Championship in Hollywood, Florida, ebenfalls den dritten Platz und erhielt ein Preisgeld von über 200.000 US-Dollar. Bei der WSOP 2017 gewann De Silva ein Shootout-Event und damit sein zweites Bracelet sowie den Hauptpreis von knapp 230.000 US-Dollar. Anfang November 2018 erreichte er den Finaltisch beim WPT-Main-Event in Kahnawake und belegte den fünften Platz, der mit umgerechnet 175.000 US-Dollar bezahlt wurde. Bei der WSOP 2019 gewann De Silva unter dem Nickname gomezhamburg ein online ausgespieltes Bounty-Turnier und sicherte sich neben seinem dritten Bracelet eine Siegprämie von rund 100.000 US-Dollar. Im Dezember 2020 erreichte er beim online gespielten Domestic Main Event der WSOP 2020 den Finaltisch, der am 28. Dezember 2020 live im Rio All-Suite Hotel and Casino ausgetragen wurde. De Silva wurde vor Start des Finaltischs positiv auf COVID-19 getestet und disqualifiziert, er erhielt aufgrund dessen das Preisgeld für den neunten Rang in Höhe von knapp 100.000 US-Dollar.
Insgesamt hat sich De Silva mit Poker bei Live-Turnieren mehr als 3,5 Millionen US-Dollar erspielt.

### Braceletübersicht
De Silva kam bei der WSOP 80-mal ins Geld und gewann drei Bracelets:
| Jahr | Buy-in (in $) | Turnier                                          | Teilnehmer | Preisgeld (in $) |
| ---- | ------------- | ------------------------------------------------ | ---------- | ---------------- |
| 2015 | 1500          | No-Limit Hold’em                                 | 1655       | 424.577          |
| 2017 | 3000          | No-Limit Hold’em Shootout                        | 0369       | 229.923          |
| 2019 | 0600          | WSOP.com Online No-Limit Hold’em Knockout Bounty | 1224       | 098.263          |